# Aeropuerto Alfonso López Pumarejo
El Aeropuerto Alfonso López Pumarejo (IATA: VUP, OACI: SKVP) es la terminal aérea de la ciudad de Valledupar, Colombia y sirve también como base aérea para la Fuerza Aérea Colombiana y para la policía. El aeropuerto solo recibe vuelos de la compañía Avianca.
Desde comienzos de diciembre de 2010 la terminal aérea es operada por el concesionario Aeropuertos del Oriente S.A.S. el cual se encarga de su administración dentro de los próximos 20 años. el concesionario tiene como objetivo a corto plazo el mantenimiento de pista, ampliación de plataforma y remodelación, modernización y ampliación de la terminal.

## Destinos
| Ciudad       | Nombre del aeropuerto                      | Aerolíneas       | Aeronaves         | Frecuencias semanales |
| ------------ | ------------------------------------------ | ---------------- | ----------------- | --------------------- |
| Bogotá       | Aeropuerto Internacional El Dorado         | Avianca Clic Air | A319, A320 ATR 42 | 30: 28 2              |
| Barranquilla | Aeropuerto Internacional Ernesto Cortissoz | Clic Air         | ATR 42            | 6                     |

## Carga
- Aerosucre
- Líneas Aéreas Suramericanas

## Vuelos Charter y Estacionales
- Wingo
  - Bogotá / Aeropuerto Internacional El Dorado

- Viva Air Colombia
  - Medellín / Aeropuerto Internacional José María Córdoba
  - Bogotá / Aeropuerto Internacional El Dorado

## Antiguos Destinos

### Aerolíneas Extintas
- Aerolínea de Antioquia
  - Barranquilla / Aeropuerto Internacional Ernesto Cortissoz
  - Corozal / Aeropuerto Las Brujas

- West Caribbean Airways
  - Barranquilla / Aeropuerto Internacional Ernesto Cortissoz
  - Medellín / Aeropuerto Internacional Jose Maria Cordoba

- Intercontinental de Aviación
  - Bogotá / Aeropuerto Internacional El Dorado
  - Riohacha / Aeropuerto Almirante Padilla
  - Medellín / Aeropuerto Internacional Jose Maria Cordoba

- Transportes Aéreos del Cesar
  - Barranquilla / Aeropuerto Internacional Ernesto Cortissoz
  - Bucaramanga / Aeropuerto Internacional Palonegro
  - Bogotá / Aeropuerto Internacional El Dorado
  - Medellín / Aeropuerto Olaya Herrera
  - Riohacha / Aeropuerto Almirante Padilla

### Aerolíneas Operativas
- Clic Air
  - Santa Marta / Aeropuerto Internacional Simon Bolivar

- Avianca
  - Barranquilla / Aeropuerto Internacional Ernesto Cortissoz
  - Bucaramanga / Aeropuerto Internacional Palonegro
  - Riohacha / Aeropuerto Almirante Padilla

- LAN Colombia
  - Barranquilla / Aeropuerto Internacional Ernesto Cortissoz

## Instalaciones
El Aeropuerto Alfonso López Pumarejo contó con un proceso de modernización y ampliación en 2013, que le permitió contar con una sala de abordaje y equipaje adicional así como la ampliación en zonas comerciales y de servicios. 
Hall Principal

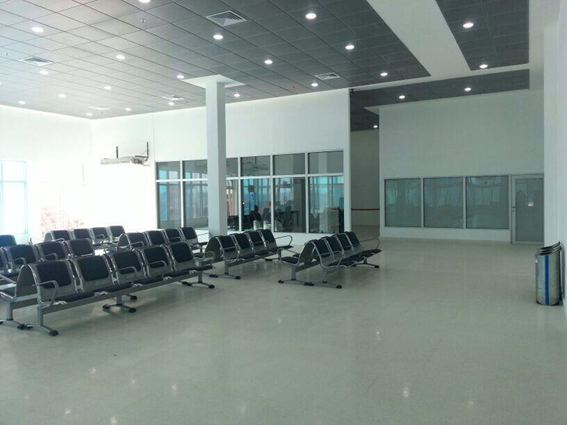
Sala 1 de Abordaje.

Posee 8 counters dobles para el proceso de check-in de las aerolíneas que prestan sus servicios en esta terminal aérea. Así mismo, diferentes oficinas de aerolíneas comerciales que operan desde la terminal.   
Zona Comercial

La terminal cuenta con locales comerciales que prestan sus servicios al público principalmente en venta de alimentos, artesanías, servicios financieros y alquiler de vehículos. Dentro de las marcas más reconocidas se encuentran  tales como Cueros Vélez, los cajeros automáticos de entidades financieras como Davivienda, Bancolombia y Servibanca se encuentran ubicados en el pasillo central. Adicional a los locales comerciales de los pasillos, cuenta con una plazoleta de comidas, donde se encuentran 6 locales comerciales, dentro de los cuales están: Café OMA, Restaurante "La Carpa Azul", Hamburguesas "Presto", Tostao, Klaren´s,  y "Quesos del Valle". 
Salas de Abordaje 

El Aeropuerto actualmente tiene 4 salas de embarque para la salida de los pasajeros, con sus respectivos filtros de seguridad. La sala 4 se encuentra de manera independiente del resto y con una mayor capacidad 
Salas de Equipaje

Cuenta con dos salas para equipajes  
Servicios Adicionales 

el Aeropuerto cuenta adicionalmente con servicio de taxis, alquiler de coches, Servicios Médicos, Agencias de Viajes y Oficina de Aerolíneas